# 1958년 칸 영화제
제11회 칸 영화제는 1958년 5월 2일부터 1958년 5월 18일까지 열린 영화제이다. 프랑스 칸에서 개최되었다.

## 수상

### 황금종려상
- 학이 난다 - 미하일 칼라토조프 수상

### 심사위원대상
- 나의 아저씨 - 자크 타티 수상

### 감독상
- 브링크 오브 라이프 - 잉그마르 베르히만 수상

### 여우주연상
- 생명에 가까이 - 비비 앤더슨 수상
- 생명에 가까이 - 에바 달벡 수상
- 생명에 가까이 - 잉그리드 툴린 수상
- 생명에 가까이 - 바브로 히오르트아 오나스 수상

### 남우주연상
- 길고 긴 여름날 - 폴 뉴먼 수상